# Koukoulioí
Koukoulioí är en ort i Grekland.   Den ligger i prefekturen Thesprotia och regionen Epirus, i den västra delen av landet, 300 km nordväst om huvudstaden Aten. Koukoulioí ligger 932 meter över havet och antalet invånare är 166.
Terrängen runt Koukoulioí är bergig åt sydväst, men åt nordost är den kuperad. Runt Koukoulioí är det glesbefolkat, med 8 invånare per kvadratkilometer. Närmaste större samhälle är Paramythiá, 10,8 km väster om Koukoulioí. Trakten runt Koukoulioí består till största delen av jordbruksmark.